# Sieben Tage Sonnenschein
Sieben Tage Sonnenschein – dwudziesty pierwszy album muzyczny niemieckiego zespołu Die Flippers. Został wydany w roku 1990

## Lista utworów
1. Sieben Tage – 3:11
2. Wenn es Nacht wird – 3:25
3. Lago Maggiore – 3:09
4. Du bist alles was ich hab – 3:22
5. Ein Sommer lang auf Mallorca – 3:57
6. Ein Sonntag in Paris  – 3:02
7. Santa Maria Goodbye – 3:17
8. Rote Rosen – 3:19
9. Gib mir die Hand – 3:20
10. Sonnenschein am Strand von San José – 3:01
11. Rhodos – 3:25
12. Adios heißt auf Wiederseh´n – 3:37